# 西尔维·基尼吉
西尔维·基尼吉（英語：Sylvie Kinigi，1952年—）曾經擔任蒲隆地總理，任期從1993年7月10日到1994年2月7日為止，而她同時也是迄今蒲隆地進入政府高層就職的女性。